# Трејл Крик (Индијана)
Трејл Крик (енгл. Trail Creek) град је у америчкој савезној држави Индијана.

## Демографија
По попису из 2010. године број становника је 2.052, што је 244 (-10,6%) становника мање него 2000. године.
| Група             | 2000.         | 2010.         |
| Белци             | 2.166 (94,3%) | 1.835 (89,4%) |
| Афроамериканци    | 62 (2,7%)     | 112 (5,5%)    |
| Азијати           | 11 (0,5%)     | 12 (0,6%)     |
| Хиспаноамериканци | 28 (1,2%)     | 68 (3,3%)     |
| Укупно            | 2.296         | 2.052         |